# Latvijas futbola 1. līga
Latvijas futbola 1. līga − liga będąca drugim poziomem rozgrywek piłkarskich na Łotwie. Organizowana jest od 1992 roku przez Łotewski Związek Piłki Nożnej. Rozgrywana systemem wiosna - jesień, przeważnie od kwietnia do listopada. Najlepsza drużyna awansuje do Virslīgi, zaś wicemistrz gra baraż z przedostatnim zespołem najwyższej ligi (w 2019 roku przez powiększenie Virslīgi w barażu wyjątkowo grała ostatnia FS Metta/LU).
Ze względów sponsorskich rozgrywki funkcjonują obecnie pod nazwą Optibet Nākotnes līga.

## Sponsorzy tytularni rozgrywek
- 2007-2008 Traffic auto advert – agencja reklamowa
- 2014 SYFORM – włoski producent suplementów diety
- 2015 -2019 Komanda.lv – sklep z wyposażeniem sportowym
- 2021 - ... Optibet[2][3][4] - sieć kasyn on-line oraz barów sportowych

## Formuła turnieju
Liczba uczestników praktycznie co roku zmienia się z powodów licencyjnych, karnych degradacji, czy reorganizacji lig. Zespoły grają ze sobą 2 razy. Ten format obowiązuje od samego początku rozgrywek z wyłączeniem okresu 1998–2003 -wówczas rozgrywano 3 lub 4 rundy. W 2018 roku wyjątkowo wprowadzono baraże dla 4 najlepszych drużyn ligi. Rok później zrezygnowano z tej formuły, oraz w wyniku reorganizacji lig zwiększono liczbę miejsc spadkowych do 3. W 2020 roku doszło do kolejnych zmian.

## Reorganizacja ligi

### I etap (2019)
W wyniku wprowadzenia w 2019 roku do systemu ligowego 1. līgi B (umieszczono tam rezerwy klubów z Virslīgi), najsłabsze drużyny docelowo nie spadały już do 2. līgi, lecz do 1. līgi B. W 10-zespołowej 1. līdze wyznaczono 3 miejsca zagrożone relegacją. Formuła awansów pozostała bez zmian.

### II etap (2020)
1. līga B finalnie okazała się projektem jednorocznym, federacja zadecydowała, że rozgrywki rezerw od 2020 roku toczyć się będą poza systemem ligowym. 1. līga docelowo miała zachować swój 10-drużynowy format, ale z powodu braku chętnych sezon 2020 wystartował w 9-zespołowym składzie. Najsłabsza drużyna spada do 2. Līgi, a przedostatnia rozgrywa baraż o utrzymanie z wicemistrzem trzeciego poziomu rozgrywek. Formuła awansów pozostała bez zmian. Z powodu pandemii koronawirusa na Łotwie w 2020 roku odwołano wszelkiego rodzaju baraże.

### III etap (2022)
Federacja ponownie dokonała zmian w formule rozgrywek zespołów rezerw klubów Virslīgi i zezwoliła na włączenie 4 takich drużyn do 1. līgi. Z tej możliwości skorzystały Riga FC, FK RFS, Valmiera FC i FK Tukums 2000. Rezerwy pozostałych klubów zostały włączone do niższych szczebli rozgrywek. Formuła awansów pozostała bez zmian względem poprzednich lat, natomiast zwiększono liczbę miejsc spadkowych: 2 najsłabsze drużyny spadają bezpośrednio, natomiast zespół z 12. miejsca rozegra baraż o utrzymanie przeciwko brązowym medalistom 2. Līgi.

## Uczestnicy (2023)
Źródło.
1. JDFS Alberts (Ryga)
2. Skanstes SK (Ryga)
3. Leevon Saldus (Saldus)
4. Dinamo Rīga (Ryga)*
5. Grobiņas SC (Grobiņa)
6. FK Beitar (Ryga)
7. Rēzeknes (Rzeżyca)
8. FK Smiltene/BJSS (Smiltene)
9. JFK Ventspils (Windawa)
10. AFA Olaine (Olaine)
11. Riga FC-2 (Ryga)
12. FK RFS-2 (Ryga)
13. FK Tukums 2000/Tukuma SS-2 (Tukums)
14. Valmiera FC-2 / VSS (Valmiera)

*Klub wycofał się z rozgrywek po 22 kolejkach z powodu podejrzeń o ustawianie spotkań. Pozostałe 4 spotkania zostały uznane jako walkower dla przeciwnika, a dotychczasowe rezultaty zachowane.

## Liczba uczestniczących drużyn na przestrzeni lat
Źródło: do 2001, od 2002.
- 1992: 14 (klubów)
- 1993: 12
- 1994: 12
- 1995: 12
- 1996: 13
- 1997: 14
- 1998: 8
- 1999: 8
- 2000: 8
- 2001: 8
- 2002: 8
- 2003: 10
- 2004: 14[11]
- 2005: 14[11]
- 2006: 16
- 2007: 16
- 2008: 15
- 2009: 14[11]
- 2010: 12[11]
- 2011: 11
- 2012: 14[11]
- 2013: 16
- 2014: 16
- 2015: 16
- 2016: 15
- 2017: 14
- 2018: 12
- 2019: 10
- 2020: 9
- 2021: 10
- 2022: 14
- 2023: 14

## Zwycięzcy ligi
Źródło: do 2001, od 2002.
| Sezon  | 1.                       | 2.                     | 3.                       |
| ------ | ------------------------ | ---------------------- | ------------------------ |
| 1992   | Devemviri Rīga           | Zenta Rīga             | FK Kvadrāts              |
| 1993   | Gemma-RFS                | Baltnet Daugavpils     | Skonto FC II             |
| 1994   | FK Kvadrāts              | Starts Brocēni         | FK Jūrnieks              |
| 1995   | FK Jūrnieks              | FK Lokomotīve          | FK Jaunība               |
| 1996   | Vecrīga Rīga             | FK Valmiera            | ASK-Flaminko             |
| 1997   | Ranto-AVV*               | FK Jūrnieks            | VAD                      |
| 1998   | Policijas FK             | FK Jaunība             | Skonto/Metāls            |
| 1999   | LU/Daugava               | LBB-Mido*              | Zibens/Zemessardze       |
| 2000   | Zibens/Zemessardze       | Skonto/Metāls          | FK Auda                  |
| 2001   | FK Auda                  | RKB Arma               | Skonto/Metāls            |
| 2002   | RKB Arma                 | FC Ditton              | Zibens/Zemessardze       |
| 2003   | FK Jūrmala               | FK Multibanka          | FC Ditton                |
| 2004   | FK Ventspils II          | Skonto FC-2            | FK Liepājas Metalurgs II |
| 2005   | Skonto FC-2              | FK Ventspils II        | SK Dižvanagi             |
| 2006   | JFK Olimps               | FC Ditton-2            | Skonto FC-2              |
| 2007   | FK Vindava               | SK Blāzma              | FK Auda                  |
| 2008   | FK Daugava Rīga          | FC Tranzit             | FK Jaunība Ryga          |
| 2009   | FK Jelgava               | FK Jaunība Ryga        | FK Liepājas Metalurgs II |
| 2010   | FB Gulbene               | FC Jūrmala             | FK Daugava Rīga/RFS      |
| 2011   | FS Metta/LU              | FK Spartaks Jurmała    | FK Liepājas Metalurgs II |
| 2012   | FK Liepājas Metalurgs II | Ilūkstes NSS           | Skonto FC II             |
| 2013   | BFC Daugavpils           | FB Gulbene             | FK Ventspils-2           |
| 2014   | FB Gulbene               | Rēzeknes FA/BJSS       | Valmiera Glass VIA       |
| 2015   | FC Caramba/Dinamo        | Valmiera Glass VIA     | FK Rīgas Futbola skola   |
| 2016   | SK Babīte                | AFA Olaine             | FK Auda                  |
| 2017   | Valmiera Glass VIA       | FK Progress/AFA Olaine | BFC Daugavpils           |
| 2018   | BFC Daugavpils/Progress  | SK Super Nova          | FK Tukums 2000           |
| 2019   | FK Tukums 2000           | SK Super Nova          | FK Smiltene              |
| 2020** | FC Lokomotiv Daugavpils  | FK Auda                | Grobiņas SC              |
| 2021** | FK Auda                  | FK Tukums 2000         | SK Super Nova            |
| 2022   | FS Jelgava               | Riga FC-2              | Grobiņas SC              |

*kluby znane potem pod nazwą RKB Arma
**Sezon 2020 zakończono przedwcześnie z powodu pandemii koronawirusa na Łotwie. Federacja podjęła decyzję o anulowaniu wszystkich rozgrywek poniżej Virslīgi w dniu 06.11.2020. Wyniki w tabeli obowiązujące na tamten dzień uznano za wiążące, mimo że nie wszyscy rozegrali jednakową liczbę spotkań. Baraże o Virslīgę, w których miała wziąć udział Auda z Mettą zostały odwołane. Sezon przedwcześnie zakończono także w 2021 roku, z tej samej przyczyny. Tym razem jednak liczbę punktów zdobytych przez daną drużynę dzielono przez liczbę rozegranych przez klub meczów.

## Rekordy
Najwięcej straconych bramek w sezonie: FK Pļaviņas DM (228), 2014 rok.
Najwięcej strzelonych bramek w sezonie: FC Caramba/Dinamo (142), 2015 rok.
Najwięcej karnie zdegradowanych drużyn w sezonie: 2 zespoły, 2017 rok. (FK Jēkabpils/JSC i FK Ogre za ustawianie spotkań)
Najwyższy wynik: FK Rīgas Futbola skola 20-0 FK Pļaviņas DM, 25. października 2014 roku.
Najlepszy strzelec: Dmitri Kuzmin (FK Tukums 2000), 47 bramek, 2016 rok. 

## Polacy w 1. līdze
- Kamil Wojciechowski (FK Auda), kwiecień 2019, bez debiutu[14].
- Mariusz Strojczyk (FK Dinamo Ryga), trener, lipiec 2023 - październik 2023[15]